# تگزاس (فیلم ۱۹۴۱)
تگزاس (انگلیسی: Texas) فیلمی در ژانر وسترن به کارگردانی جرج مارشال است که در سال ۱۹۴۱ منتشر شد.

## بازیگران
- گلن فورد
- ویلیام هولدن
- آدیسون ریچاردز
- کلر تروور
- دن وایت
- دان بدو
- ادگار بیوکانان
- جرج بنکرافت
- هری تنبروک
- کرمیت مینارد
- ریموند هاتون
- ویلارد رابرتسن
- فرد آلدریچ
- هَنک بل
- ادموند مک‌دانلد